# بن صهيون روبين
بن صهيون روبين (بالعبرية: בן-ציון רובין) (من مواليد 6 يناير 1939) سياسي إسرائيلي سابق عمل عضوًا في الكنيست عن الحزب الديني الوطني وتامي بين عامي 1977 و1984.

## السيرة الشخصية
وُلد روبين بطرابلس في ليبيا عام 1939 وهاجر إلى إسرائيل في عام 1949. درس العلوم الإنسانية في الجامعة العبرية في القدس، وحصل على شهادة تدريس من قسم التعليم في الجامعة، حيث استمر في العمل كمدرس. كما درس في وقت لاحق الصحافة في جامعة تل أبيب.
في عام 1961 التحق بالحزب الديني الوطني، وفي عام 1969 صار عضوًا في مجلس مدينة نتانيا الذي ظل به حتى عام 1978. لقد شغل منصب نائب عمدة المدينة بين عامي 1969 و1973، وعاد له مرة أخرى من عام 1974 حتى عام 1978. في الانتخابات التشريعية الإسرائيلية عام 1977 تم انتخابه لعضوية الكنيست على قائمة الحزب الديني الوطني. وفي قرب نهاية فترة الكنيست، ترك الحزب لينضم إلى تامي، وهو فصيل انشق من أهارون أبوهاتزيرا الذي كان يتألف إلى حد كبير من اليهود السفارديين. أعيد انتخابه عام 1981 على قائمة تامي، وعين نائب وزير العمل والرعاية الاجتماعية عندما انضم تامي إلى الحكومة. لقد ظل في الحكومة حتى فقد مقعده في انتخابات 1984.